# Long Beach Grand Prix 2007
Long Beach Grand Prix 2007 var den andra deltävlingen i Champ Car 2007. Racet kördes den 15 april på Long Beach gator. Sébastien Bourdais tog revansch för sitt misslyckande i Las Vegas, och tog hand om sin första seger för säsongen. Oriol Servià fick hoppa in för Forsythe Racing efter att Paul Tracy skadat sig, och slutade tvåa, medan Will Power behöll sin mästerskapsledning tack vare sin tredjeplats.

## Slutresultat
| Plats | Förare             | Team                      | Grid | Kvaltid  |
| ----- | ------------------ | ------------------------- | ---- | -------- |
| 1     | Sébastien Bourdais | Newman/Haas Racing        | 1    | 1.07,546 |
| 2     | Oriol Servià       | Forsythe Racing           | 14   | 1.08,922 |
| 3     | Will Power         | Team Australia            | 2    | 1.07,695 |
| 4     | Justin Wilson      | RSPORTS                   | 7    | 1.08,200 |
| 5     | Alex Tagliani      | RSPORTS                   | 4    | 1.08,047 |
| 6     | Bruno Junqueira    | Dale Coyne Racing         | 8    | 1.08,430 |
| 7     | Neel Jani          | PKV Racing                | 11   | 1.08,609 |
| 8     | Graham Rahal       | Newman/Haas Racing        | 5    | 1.08,170 |
| 9     | Ryan Dalziel       | Pacific Coast Motorsports | 15   | 1.09,070 |
| 10    | Katherine Legge    | Dale Coyne Racing         | 17   | 1.09,766 |
| 11    | Tristan Gommendy   | PKV Racing                | 9    | 1.08,527 |
| 12    | Dan Clarke         | Minardi Team USA          | 13   | 1.08,890 |
| 13    | Robert Doornbos    | Minardi Team USA          | 6    | 1.08,183 |
| 14    | Simon Pagenaud     | Team Australia            | 3    | 1.07,883 |
| 15    | Matthew Halliday   | Conquest Racing           | 12   | 1.08,864 |
| 16    | Alex Figge         | Pacific Coast Motorsports | 16   | 1.09,151 |
| 17    | Mario Domínguez    | Forsythe Racing           | 10   | 1.08,554 |